# The Heretick
The Heretick (дословно — «Еретик») — сатирический журнал, издаваемый студентами колледжа Мальборо; он был основан английским поэтом Джоном Бетчеманом в 1924 году. Журнал выходит два раза в год. Сосредоточил внимание на сатире как по поводу местных, так и национальных событий; в число его редакторов входили Энтони Блант, Джек Уайтхолл, Эл Гордон, Лара Прендергаст, Джорджина Кей, Джеймс Ллойд, Кэтрин Бриджес, Кэтрин Окелл, Джейми Бэтчелор и Хэмиш Вудхаус. Его девиз: «На Филистии я одержу победу».